# Fortunacià d'Aquileia
Fortunacià (llatí: Fortunatianus) va ser bisbe d'Aquileia del segle iv, que participà de les primeres discussions sobre l'arianisme i fou autor d'uns comentaris a l'Evangeli segons sant Mateu que han estat editats recentment.
La vida de Fortunacià és coneguda principalment gràcies a Jeroni, qui diu que era originari de l'Àfrica. Va ser bisbe d'Aquileia entre el 340 i el 360 i, durant el context de la discussió sobre l'arianisme, s'inclogué entre partidaris d'Atanasi però sense tenir una postura ferma i clara contra l'arianisme. Va escriure uns comentaris a l'Evangeli segons Sant Mateu sermone rustico, que tradicionalment s'havia interpretat com una referència al llatí vulgar; el 2012, però, el filòleg Lukas Dorfbauer  identificà aquests Comentaris amb el text d'un manuscrit del segle ix de la biblioteca de la Catedral de Colonya, i es veié que no eren escrits en vulgar ans simplement en un llatí més pla.